# Hustädte
Hustädte ist ein Ortsteil der Stadt Melle im Landkreis Osnabrück in Niedersachsen. Der Ort bildete bis 1972 eine Gemeinde im damaligen Landkreis Melle und gehört heute zum Meller Stadtteil Buer.

## Geographie
Der Ortsteil liegt am nördlichen Rand der Stadt Melle am Südhang des Wiehengebirges und ist mit verstreut liegenden Einzelhöfen besiedelt. Er wird in West-Ost-Richtung von der Hunte durchflossen, die im benachbarten Holzhausen entspringt.

## Geschichte
Die Bauerschaft Hustädte gehörte bis zu den Napoleonischen Kriegen zum Amt Grönenberg des Hochstifts Osnabrück. Von 1807 bis 1810 gehörte Hustädte zum Kanton Buer des napoleonischen Satellitenstaats Königreich Westphalen. Von 1811 bis 1813 gehörte der Ort unmittelbar zu Frankreich und dort zur Mairie Buer im Arrondissement Osnabrück des Departements der Oberen Ems. 1814 kam Hustädte zum Königreich Hannover und gehörte dort wieder zum Amt Grönenberg. 1867 fiel Hustädte mit dem gesamten Königreich Hannover an Preußen und seit 1885 gehörte die Gemeinde zum Landkreis Melle. Innerhalb des Landkreises Melle gehörte Hustädte zur Samtgemeinde Buer. Am 1. Juli 1972 wurde Hustädte im Rahmen der Gebietsreform in Niedersachsen Teil der Stadt Melle.

## Einwohnerentwicklung
| Jahr | Einwohner | Quelle |
| ---- | --------- | ------ |
| 1871 | 219       | [ 2 ]  |
| 1910 | 188       | [ 3 ]  |
| 1939 | 156       | [ 4 ]  |
| 1950 | 232       | [ 5 ]  |
| 1961 | 152       | [ 5 ]  |
| 1970 | 146       | [ 5 ]  |

## Baudenkmale
In Hustädte liegen mehrere Baudenkmale:
- Der Bauernhof Elsmeyer in der Heegstraße 14
- Die Wassermühle Greife in der Sehlingdorfer Straße 24
- Der Bauernhof Greife in der Sehlingdorfer Straße 41
- Der Bauernhof Schlüter in der Sehlingdorfer Straße 45